# Algebra Universalis
Algebra Universalis is een internationaal, aan collegiale toetsing onderworpen wetenschappelijk tijdschrift op het gebied van de algebra.
De naam wordt in literatuurverwijzingen meestal afgekort tot Algebr. Univ.
Het tijdschrift is opgericht in 1971.
Het wordt uitgegeven door Springer Science+Business Media en verschijnt 6 keer per jaar.